# Цементчи (футбольный клуб, Кувасай)
«Цементчи» (узб. «Sementchi» Quvasoy futbol klubi) — узбекистанский футбольный клуб из города Кувасай Ферганской области (вилоята).

## История
Основан в 1987 году. В сезоне-1988 клуб выступал в чемпионате Узбекской ССР. В 1997 году выиграл финальный этап Второй лиги чемпионата Узбекистана. С сезона-1998 начал участвовать в Первой лиге.
В 2002 году занял 2-е место и пробился в Высшую лигу. В сезоне-2003 неудачно выступил в Высшей лиге (предпоследнее, 15-е место) и выбыл обратно в Первую лигу.
В 2008 году 
из-за финансовых проблем клуб отказался от участия в чемпионате и Кубке Узбекистана. В 2014 году он был возрождён и вновь сыграл в финальном этапе Второй лиги.
Следующие 3 сезона провёл в Первой лиге, впервые в своей истории став её победителем в 2017 году. Однако затем не был допущен к участию в Суперлиге Узбекистана-2018.

## Достижения
15-е место в Высшей лиге (2003).
 Победитель Первой лиги (2017).
 Серебряный призёр Первой лиги (2002).
 Бронзовый призёр Первой лиги — 2 раза (2000, 2001).
1/4 финала Кубка Узбекистана (2015).